# John Aaron Rawlins
John Aaron Rawlins (Galena, 13 febbraio 1831 – Washington, 6 settembre 1869) è stato un politico e generale statunitense.

## Biografia
Fu il ventinovesimo segretario alla Guerra degli Stati Uniti,  durante la presidenza di Ulysses S. Grant (18º presidente). Nato nello stato di Illinois alla sua morte il corpo venne sepolto al Cimitero del Congresso di Washington ed in seguito all'Arlington National Cemetery.

## Riconoscimenti
La città di Rawlins, situato nella Contea di Carbon stato del Wyoming e la Contea di Rawlins sono così chiamati in suo onore.